# 賓斯霍滕
賓斯霍滕（荷蘭語：Bunschoten）是荷蘭的一個市镇，位於荷蘭中部，阿默斯福特以北7公里處。該市在行政區劃上屬於乌得勒支省。

## 外部連結
- 维基共享资源上的相關多媒體資源：賓斯霍滕
- Official website （页面存档备份，存于）